# La secchia rapita
La secchia rapita (Der geraubte Eimer) ist ein heroisch-komisches Werk („Dramma eroicomico“) in drei Akten von Antonio Salieri auf einen Text von Giovanni Gastone Boccherini nach dem gleichnamigen Versepos von Alessandro Tassoni. Die Uraufführung der Oper fand am 21. Oktober 1772 im Wiener Burgtheater statt.
Später kam das Stück in Mannheim (1774), Dresden (1775) und Modena (1787) auf die Bühne. Die einzige moderne Wiederaufführung dieses Werkes fand im Dezember 1990 im Teatro Comunale di Modena unter der Leitung von Frans Brüggen und mit Daniela Lojarro als Renoppia statt.
Ungewöhnlich farbig zeigt sich die Instrumentation des Werkes: Salieri wartet in der Partitur unter anderem mit zahlreichen tonmalerischen Effekten und ausgedehnten Passagen für Solo-Instrumente auf und überrascht durch den in der Musikgeschichte vermutlich erstmaligen Einsatz von drei statt der üblichen zwei Pauken. Dem parodistischen Sujet kommt Salieri durch die satirische Überzeichnung althergebrachter Muster entgegen. Dies drückt sich in den Singstimmen etwa durch besonders fulminante Koloraturen aus. In zwei Fällen hat Salieri die normalerweise von den Sängern improvisierten Kadenzen auskomponiert und zusätzliche Instrumentalparts eingearbeitet.
Die Ouvertüre des Werkes findet sich mittlerweile häufiger auf Konzertprogrammen und CD-Produktionen, einige Arien der Oper wurden von der italienischen Mezzosopranistin Cecilia Bartoli aufgenommen. Weitere Vertonungen dieses Stoffes stammen von Francesco Bianchi (1794) und Niccolò Antonio Zingarelli (1793, verschollen). Giulio Ricordi komponierte 1910 eine gleichnamige Oper unter dem Pseudonym Jules Burgmein nach einem Libretto von Renato Simoni.